# Потцернхайм, Вернер
Вернер Потцернхайм (нем. Werner Potzernheim, 8 марта 1927, Гамбург, Германия — 22 апреля 2014, Хемминген, Германия) — западногерманский трековый велогонщик, бронзовый призёр Олимпийских игр в Хельсинки (1952).

## Спортивная карьера
Свою первую гонку провел, когда ему было двенадцать лет. Работал учеником машиниста, затем был призван в вермахт. С 1946 г. начал карьеру в велоспорте, с 1950 г. выступал за гамбургский «Спринт», затем — за ганноверский «RC Diamant Hannover», предшественника нынешнего «RC Blau-Gelb Langenhagen».
В 1950-х и 1960-х гг. был самым успешным немецким спринтером, за что получил прозвище «Летучий король». Становился пятикратным чемпионом ФРГ в спринте среди любителей и десятикратным — среди профессионалов. На летних Олимпийских играх в Хельсинки (1952) выиграл бронзовую медаль в спринте. В октябре из рук президента ФРГ Теодора Хойса получил награду «Серебряный лавровый лист», которая вручается лучшим спортсменам страны. В 1953 г. стал бронзовым призёром чемпионата мира по трековым велогонкам в Цюрихе.
В 1965 г. завершил свою спортивную карьеру, сначала работал владельцем бензоколонки, затем — в велосипедной индустрии. Также являлся тренером «Велосипедного общества Ганновера».